# Juan Arricio
Juan Arricio (né le 11 décembre 1923 à La Paz en Bolivie et mort à une date inconnue) était un joueur international de football bolivien, qui évoluait au poste de milieu de terrain.

## Biographie
On sait peu de choses sur sa carrière de joueur sauf que c'est dans le club bolivien de sa ville natale du Ayacucho La Paz qu'il évoluait lorsqu'il fut convoqué par Mario Pretto pour disputer la coupe du monde 1950 au Brésil avec l'équipe de Bolivie, où son équipe ne passe pas le 1er tour, éliminée par le futur champion du monde, l'Uruguay.